# Teodoro Enrique Pino Miranda
Teodoro Enrique Pino Miranda (ur. 1 grudnia 1946 w Cucurpe, zm. 2 lipca 2020 w Huajuapan de León) – meksykański duchowny katolicki, biskup diecezji Huajuapan de León od 2001 do śmierci.

## Życiorys
Święcenia kapłańskie przyjął 2 kwietnia 1972.

### Episkopat
2 grudnia 2000 roku został mianowany przez papieża Jana Pawła II biskupem diecezji Huajuapan de León. Sakrę przyjął 31 stycznia 2001 z rąk arcybiskupa José Ulises Macías Salcedo.